# Palaeobalistum
Palaeobalistum es un género extinto de peces prehistóricos de aletas radiales que vivió entre el Cretáceo y el Eoceno.

## Especies
Especies del género:
- † Palaeobalistum dossantosi Maury 1930
- † Palaeobalistum flavellatum Cope 1886
- † Palaeobalistum geiseri Thurmond 1974
- † Palaeobalistum goedeli Heckel 1856
- † Palaeobalistum gutturosum Arambourg 1954
- † Palaeobalistum libanicum Kramberger 1895
- † Palaeobalistum orbiculatum Blainville 1818
- † Palaeobalistum ponsortii Heckel 1854
- † Palaeobalistum rectidens Thurmond 1974
- † Palaeobalistum zignoi Blot 1987